# 1590
1590 (MDXC) fue un año común comenzado en lunes del calendario gregoriano y un año común comenzado en jueves del calendario juliano.

## Acontecimientos
- 4 de marzo: Mauricio de Nassau toma la ciudad de Breda en el transcurso de la guerra de Flandes.
- 14 de marzo: Se libra la batalla de Ivry en Francia.
- 17 de mayo: Ana de Dinamarca es coronada reina de Escocia.
- 15 de septiembre: en Roma, el cardenal Castagna es elegido papa con el nombre de Urbano VII.
  - Un terremoto de 6,0 sacude Austria.
- 8 de diciembre: en Roma, el cardenal Sfondrati es elegido papa con el nombre de Gregorio XIV.
- Zacharias Jansen, neerlandés, inventa el microscopio compuesto.
- Japón es unificado por Toyotomi Hideyoshi.

## Arte y Literatura
- Teatro isabelino
  - Thomas Kyd
    - La Tragedia Española.

  - William Shakespeare (apócrifo).
    - Edmund Ironside.

## Ciencia y tecnología
- Galileo Galilei - De motu.

## Nacimientos

### Enero
- 9 de enero: Simon Vouet, pintor francés del período barroco (f. 1649).
- 15 de enero: Antonio Sancho Dávila de Toledo y Colonna, militar, diplomático y hombre de estado español (f. 1666).
- 30 de enero: Anne Clifford, aristócrata Inglesa (f. 1676).

### Febrero
- 4 de febrero: Redento Baranzano, sacerdote, astrónomo y escritor barnabita italiano (f. 1622).

### Marzo
- 18 de marzo: Manuel de Faria e Sousa, escritor, poeta, crítico, historiador, filólogo y moralista portugués (f. 1649).
- 29 de marzo: Michiel Pauw, burgemeester de Ámsterdam y director de la Compañía Holandesa de las Indias Occidentales (f. 1640).

### Abril
- 18 de abril: Ahmed I, sultán del Imperio otomano (f. 1617).

### Mayo
- 5 de mayo: Juan Alberto II de Mecklemburgo, duque de Mecklemburgo (f. 1636).
- 12 de mayo: Cosme II de Médici, IV gran duque de Toscana desde 1609 hasta 1621 (f. 1621).

### Junio
- 24 de junio: Samuel Ampzing, ministro religioso, poeta y purista holandés (f. 1632).

### Julio
- 3 de julio: Lucrezia Orsina Vizzana, compositora italiana del Renacimiento (f. 1662).
- 13 de julio: Clemente X, 239.º papa de la Iglesia católica (f. 1670).

### Agosto
- 6 de agosto: Juan Luis de Nassau-Hadamar, conde de Nassau-Hadamar (f. 1653).
- 7 de agosto: Carlos de Habsburgo, un archiduque y religioso de Austria (f. 1624).
- 18 de agosto: Urbain Grandier, sacerdote católico francés(f. 1624).

### Septiembre
- 2 de septiembre: Agostino Mascardi, ehumanista, escritor e historiador renacentista (f. 1634).
- 12 de septiembre: María de Zayas, escritora española del Siglo de Oro, considerada una de las representantes del feminismo premoderno en España (f. después de 1647).
- 17 de septiembre: Agostinho Barbosa, csacerdote católico portugués (f. 1649).
- 21 de septiembre: Nicolás Suárez Ponce de León, contador de la Real Hacienda de la Florida española (f. 1633).

### Octubre
- 3 de octubre: Ana de Pomerania heredera alodial de la extinta casa ducal de Pomerania (f. 1660).

### Noviembre
- 4 de noviembre: Gerard van Honthorst pintor caravaggista neerlandés (f. 1656).
- 25 de noviembre: Alonso de Cuevas Dávalos arzobispo mexicano (f. 1665).

### Diciembre
- 3 de diciembre: Daniel Seghers jesuita y pintor barroco flamenco (f. 1661).
- 18 de diciembre: Guillermo Luis de Nassau-Saarbrücken conde de Saarbrücken. (f. 1640).

### Fecha desconocida
- Luisa de Padilla y Manrique: prosista española (f. 1646).
- Théophile de Viau: escritor francés (f. 1626).

## Fallecimientos
- 13 de enero: Francisco Salinas, músico español.
- 27 de agosto: Sixto V, papa italiano.
- 27 de septiembre: Urbano VII, papa italiano.
- 12 de octubre: Kanō Eitoku, pintor japonés (n. 1543)